# Marc Lalonde
Pour les articles homonymes, voir Marc Lalonde (musicien) et Lalonde.
Marc Lalonde, né le 26 juillet 1929  à L'Île-Perrot et mort le 6 mai 2023 à Montréal, est un avocat et homme politique canadien, ministre dans le cabinet de Pierre Elliott Trudeau.

## Biographie
Marc Lalonde naît le 26 juillet 1929 dans la municipalité de L'Île-Perrot sur l'île-Perrot à l'ouest de l'île de Montréal,.
Il obtient une maîtrise en droit à l'Université de Montréal, une maîtrise à l'Université d'Oxford et un diplôme d'études supérieures en droit (DESD) à l'Université d'Ottawa.
Il enseigne le droit commercial et les sciences économiques à l’Université de Montréal de 1957 à 1959. Il enseigne aussi le droit administratif au niveau du doctorat à l’Université d’Ottawa et à l’Université de Montréal (1961-1962). En 1959, il travaille à Ottawa avec le ministre progressiste-conservateur Davey Fulton.
De 1960 à 1967, il pratique le droit à Montréal en tant qu’associé du cabinet Gélinas, Bourque, Lalonde et Benoit, puis revient à Ottawa pour travailler comme conseiller dans le bureau du premier ministre sous Lester Pearson.
Lorsque Pierre Elliott Trudeau devient premier ministre en 1968, il demeure au gouvernement et devient son directeur de cabinet. À la demande de Trudeau, il se présente dans la circonscription d'Outremont en 1972 et il est élu député libéral. Il est aussitôt nommé ministre du bien-être social et de la santé.
Fédéraliste, il est aussi l'un des conseillers principaux de Trudeau sur la situation au Québec, étant ministre d'État aux relations fédérales-provinciales en 1977 subséquemment à la victoire du Parti québécois en 1976.
Lalonde est nommé ministre de la Justice en 1978 mais il doit quitter ses fonctions après la défaite libérale de 1979. Quand les libéraux reviennent au pouvoir en 1980, il devient ministre de l'Énergie et il institue le programme énergétique national, qui est devenu très impopulaire en Alberta.
De 1982 à 1984, il sert à titre de ministre des Finances. Lorsque John Napier Turner succède à Trudeau en 1984, il demeure ministre des Finances, mais il ne se présente pas lors des Élections fédérales canadiennes de 1984.
Juge ad hoc à la Cour internationale de justice pendant les années 1990, il représente aussi le Canada dans plusieurs disputes commerciales.
Il est brièvement revenu à la vie publique en 2005 lorsque Paul Martin l'a nommé coprésident de la campagne politique libérale au Québec avec Brigitte Legault, qui dirige les jeunes libéraux du Canada.
D'après le journaliste Michel Vastel, il est un mentor politique de Justin Trudeau.
Il meurt le 6 mai 2023 à Montréal à l'âge de 93 ans,,.

## Carrière
En 1959-60, il joint le cabinet du ministre fédéral de la Justice, Davie Fulton, en tant qu’adjoint spécial. Dans cette fonction, il est l’instigateur du dernier amendement unanime apporté au British North America Act : la retraite obligatoire à 75 ans des juges nommés par le gouvernement fédéral. Il convainc également le ministre de la Justice d'entreprendre des négociations pour l'adoption d'une formule d’amendement de cette loi, qui est subséquemment devenue connue comme la formule Fulton-Favreau.
En 1961, il est l’un des cofondateurs de l’Institut de droit public de l'Université de Montréal.
En 1963, il est nommé par le gouvernement canadien, membre du Comité spécial sur la radiodiffusion sous la direction de Robert Fowler. Le rapport de ce comité mène subséquemment à une révision majeure de la loi canadienne en matière de radiodiffusion.
En 1965, il est nommé chef d'un groupe de travail fédéral sur la gouvernance des entreprises et la réglementation des valeurs mobilières. Ce groupe produit son rapport en moins de dix-huit mois, qui mène à des amendements majeurs à la Loi fédérale sur les compagnies et qui recommande l'établissement d'une commission fédérale sur les valeurs mobilières.
Il est conseiller politique en matières fédérales-provinciales du premier ministre Lester B. Pearson en 1967 et 1968 et directeur de cabinet du premier ministre Pierre Elliott Trudeau de 1968 à 1972.
En 1971, il est nommé conseil de la Reine par le gouverneur général du Canada.
Élu député d'Outremont en 1972 et nommé ministre de la Santé nationale et du Bien-être social (1972-1977). Marc Lalonde présente en 1972 des propositions visant la réforme de l'appareil de sécurité sociale canadien et il dirige l’instauration de bon nombre de ces réformes au cours des années qui ont suivi, dont l'indexation des pensions de sécurité de vieillesse et le triplement des allocations familiales. En 1974, il publie, avec Maurice LeClair et l'équipe d'Hubert Laframboise, « Nouvelle perspective sur la santé des Canadiens » (subséquemment identifié comme « le rapport Lalonde »), document reconnu internationalement pour sa re-définition radicale des politiques en matière de santé. En 1977, il obtient le prix Dana de l'American Public Health Association (en) pour avoir ouvert une voie nouvelle en élaborant un régime de soins médicaux axés sur la médecine préventive. En 1988, il est médaillé de l'Organisation mondiale de la santé pour son exceptionnelle contribution aux politiques de santé. En 2002, il est choisi par l'Organisation panaméricaine de la santé comme l'un des onze « Public Health Heroes of the Americas » qui ont façonné la santé publique internationale durant le dernier siècle. En 2004, il est intronisé membre du Temple de la renommée médicale canadienne. En 2005, il est récipiendaire du prix de leadership exceptionnel des Instituts de recherche en santé du Canada. Depuis 1974, il est l'auteur de plusieurs articles et il prononce de nombreuses allocutions, tant au Canada qu'à l'étranger, sur l'importance d'une définition holistique des politiques de santé.
De 1972 à 1976, il est ministre chargé du Sport. Il effectue une réorganisation et une expansion majeures du sport amateur et il lance des campagnes d'éducation du public sur le conditionnement physique.
De 1974 à 1979, il est ministre chargé du Statut de la femme. Il entame d’importantes réformes législatives et administratives visant à promouvoir les droits des femmes. Ces réformes sonnt suivies par la publication d'un document intitulé « Femmes en voie d'égalité », qui constituait la contribution du gouvernement canadien au Plan d’action mondial des Nations unies.
En 1977, il est nommé ministre d'État chargé des Relations fédérales-provinciales. Dans cette fonction, il coordonne les consultations et négociations intergouvernementales, notamment le délicat dossier de la réforme constitutionnelle. Il dirige durant cette période la publication de plusieurs études sur le fédéralisme.
En 1978, il est nommé ministre de la Justice et procureur général du Canada. En cette qualité, il est responsable des services juridiques fournis au gouvernement du Canada et à ses divers ministères, notamment ceux ayant trait aux litiges auxquels ils sont parties. Il est chargé de la rédaction de la législation gouvernementale à soumettre à l'approbation du Parlement ainsi que de la nomination des juges, sauf ceux des cours provinciales, et du budget de toutes les cours fédérales. Pendant son mandat, Lalonde s'occupe notamment du processus de réforme constitutionnelle et présente d'importantes propositions constitutionnelles au Parlement qui ont subséquemment en partie servies de points de référence dans l'adoption des modifications apportées à la Constitution du Canada en 1982.
En 1980, il est nommé ministre de l'Énergie, des Mines et des Ressources. Il fait adopter une nouvelle politique énergétique nationale d'autosuffisance, de propriété canadienne et de conservation et de substitution énergétique. Cette nouvelle politique comporte une restructuration en profondeur de l'industrie ainsi que des changements considérables à la fiscalité et aux relations fédérales-provinciales dans le domaine énergétique. Il participe à de nombreuses rencontres internationales, dont des rencontres de l'OPEP et de l'Agence internationale de l'énergie et le Sommet économique de 1981. Conférencier fréquent sur des questions énergétiques, il publie, en 1991, un document sur la politique énergétique canadienne entre 1960 et 1990.
En 1982, il est nommé ministre des Finances. Son exposé économique de 1982 est suivi de deux budgets en 1983 et 1984. Reconnu pour sa mise en œuvre du processus de réforme budgétaire, il collabore avec les représentants des gouvernements provinciaux et ceux du secteur privé. Il participe aux rencontres ministérielles internationales du Groupe des dix, aux rencontres du Fonds monétaire international, aux rencontres de la Banque internationale pour la reconstruction et le développement, à celles de l'OCDE et des ministres des finances du Commonwealth, ainsi qu’aux Sommets économiques de 1983 et de 1984.
Ayant décidé de quitter la politique, il termine son mandat de ministre des Finances le 17 septembre 1984 et le 1er octobre, il devient associé chez Stikeman Elliott, cabinet d'avocats ayant des bureaux à Montréal, Toronto, Ottawa, Calgary, Vancouver, New York, Londres et Sydney. De 2003 à 2006, il agit comme avocat‑conseil de cette étude et pratique particulièrement la médiation et l'arbitrage commercial international. Le 1er juillet 2006, il met fin à cette fonction et devint praticien à son compte.
En décembre 1989, le gouverneur général du Canada le nomme officier de l'Ordre du Canada. Il reçoit un doctorat (LL.D.) honoris causa de l'université transnationale du Limbourg, à Maastricht en 1992. Il reçoit également un tel doctorat de l'Université Western Ontario (London, Canada) en 2005 et de l'Université de Montréal en 2018.
Lalonde est membre des conseils d'administration de Citibank Canada (1986-2005), de Sherritt International Corporation (2003 - 2013) et de la Fondation Pierre Elliott Trudeau.
À la demande de la fondation Renaissance, il est membre du Conseil consultatif international auprès du Praesidium de l'Ukraine (1990-1996), membre du conseil consultatif sur les questions constitutionnelles de la Tchécoslovaquie (1989‑1991). Il est en outre membre du conseil consultatif international d'Air France (1991‑1994).
De 1995 à 2007, il est le directeur général d'un projet majeur de consultation auprès du gouvernement et de l'Assemblée nationale du Vietnam en matière de réforme économique et administrative, financé par l'Agence canadienne de développement international.
Dans les années 1990, il voit ses services retenus par la Banque mondiale pour conseiller deux pays arabes en rapport avec le développement des marchés des capitaux.
Il est président du Conseil des gouverneurs de la Chambre de commerce Canada-Chili (1995-2006), vice-président du conseil d'administration de la Chambre canadienne allemande de l'industrie et du commerce Inc. (2002-2005) et co‑président de la section Canada-Allemagne d'Atlantik-Brücke (2001-2005).
Continuant son intérêt en matière de santé, Marc Lalonde est président du conseil de l’Hôtel-Dieu de Montréal, deuxième plus ancien hôpital du Canada (1984-1996).
Il est nommé juge ad hoc à la Cour internationale de justice dans l'affaire de la Compétence en matière de pêcheries (Espagne c. Canada) (1995-1998) et dans l'affaire de la licéité de l'emploi de la force (Yougoslavie c. Canada et al.) (1999‑2005).
Il agit comme envoyé spécial du gouvernement canadien dans le cadre du différend entre le Canada et le Brésil relatif à des avions de transport régional (1998).
Membre de divers organismes : Barreau du Québec (avocat à la retraite), Barreau de l'Ontario (Barreau du Haut-Canada), American Bar Association (membre associé), Association du Barreau canadien, Chambre de commerce de Montréal (1985-1998), Conseil international pour l'arbitrage commercial (ICCA), American Arbitration Association (Corporate Counsel & International Arbitration Committees), conseil d’administration du American Arbitration Association (1987-1999), président du North-American Users Committee of the London Court of International Arbitration (1997-2006), membre du conseil consultatif international du Liu Centre for the Study of Global Issues (UBC) (2000-2005), président du Cinquième Forum des gens d'affaires des Amériques (1999), membre de l'Institut d'arbitrage et de médiation du Canada Inc. (Arb.C./Med.C.), conseil d'administration (conseiller) de l'Institut d'arbitrage et de médiation du Québec, membre correspondant de l'Institut du droit et des pratiques des affaires internationales, Comité canadien d'arbitrage de la Chambre de commerce internationale et président du Conseil des gouverneurs du congrès de l'ICCA tenu à Montréal en 2006.
Depuis 1986, il connait une carrière dans le domaine de l'arbitrage international en matières commerciales et d'investissement. Il est honoré par ses pairs dans plusieurs publications internationales en étant classé parmi les meilleurs au monde.
Il participe en tant qu'arbitre, médiateur ou conseiller juridique dans plus de 125 affaires d'arbitrage international sous les auspices de la Chambre de commerce internationale, du Centre international pour le règlement des différends relatifs aux investissements (Banque mondiale), de l'American Arbitration Association, de la London Court of International Arbitration et aux termes de l'Accord de libre-échange nord-américain. Il fait aussi office d'arbitre dans plusieurs causes d'arbitrage ad hoc, en vertu du règlement d'arbitrage de la CNUDCI.
Sa pratique en arbitrage et en médiation touche notamment les domaines suivants : l'énergie, le pétrole et le gaz, l'électricité, l'énergie nucléaire, l'assurance, le financement, les placements étrangers, les responsabilités des organisations internationales et étatiques, la construction, les services commerciaux, les mines, la technologie, les télécommunications, les services publics, le transport, les contrats de distribution et de fabrication et l'industrie aéronautique.
Il est le premier membre étranger du conseil d'administration de l'American Arbitration Association et membre du comité d'avocats d'entreprise ainsi que membre du comité d’arbitrage international de cette association. De 1987 à 2006, il est le membre canadien du Conseil international pour l'arbitrage commercial (ICCA); il est membre consultatif de ce conseil. Il est président du Conseil des gouverneurs du Congrès 2006 de l'ICCA; subséquemment, un prix d'excellence en son nom est maintenant offert annuellement au candidat canadien qui aura présenté le meilleur essai sur une question d'arbitrage commercial international ou d'arbitrage en matière d’investissement. Il est président du North-American Users Committee of the London Court of International Arbitration de 1997 à 2006. Il est membre de la liste des arbitres prévue par le chapitre 20 de l'Accord de libre-échange nord-américain. Il est également membre du comité consultatif international du International Centre for Dispute Resolution. Il est un arbitre agréé de l'Institut d’arbitrage et de médiation du Canada Inc. et un arbitre agréé du Centre canadien d'arbitrage commercial. Il est le rédacteur durant de nombreuses années du rapport canadien de l'International Handbook on Commercial Arbitration. Il écrit nombre d'articles et donne plusieurs conférences au Canada et à l'étranger sur l'arbitrage commercial international.
En 1986, il participe activement à faire adopter la loi type de la CNUDCI par le Canada à titre de loi type d'arbitrage international aux niveaux fédéral et provincial.
En 2011, Lalonde reçoit de l'American Arbitration Association, le « President’s Award for Outstanding Contribution and Leadership in the Field of Conflict Management ».

## Honneurs
- Membre du Temple de la renommée médicale canadienne
- Officier de l'Ordre du Canada
- Conseil privé de la Reine pour le Canada
- Conseiller de la Reine
- Legum Licentiatus

## Archives
Il y a un fonds d'archives Marc Lalonde à Bibliothèque et Archives Canada.